# Schüpfheim
Schüpfheim (schweizerdeutsch Schüpfe) ist eine Einwohnergemeinde im Schweizer Kanton Luzern. Sie gehört zum Wahlkreis Entlebuch.

## Geographie
Die Gemeinde liegt im Südwesten des Kantons Luzern an der Kleinen Emme. Im Dorf selber münden von links der Manebach und von rechts der Chilebach und der Trüebebach in diese ein. Der kleinere Teil der Gemeinde liegt auf dem linken Ufer der Kleinen Emme. Dieser Teil wird Sonnenseite (schweizerdeutsch: Sunnsite) und Hinterberg genannt. Das Gebiet ist bis auf einige wenige Waldgebiete gerodet. Nur die Uferpartien am Blattbach im Südwesten und der Bienzewald im Nordwesten von Schüpfheim-Dorf bilden da eine Ausnahme. Auch südlich der Grossen Fontannen, die die nördliche Gemeindegrenze bildet, ist das Gelände stark bewaldet.
Wenig südlich des Dorfes vereinigt sich die von links kommende Weissemme mit der Waldemme zur Kleinen Emme. Das Gebiet zwischen den beiden Emmen ist überwiegend bewaldet. Der Hang am rechten Ufer der Waldemme und Kleinen Emme wird Schattenseite (schweizerdeutsch: Schattsite) genannt. Er ist mit Ausnahme grosser Waldgebiete westlich des Grats namens Farnere beinahe vollständig gerodet.
Die Waldemme durchquert bei ihrem Lauf von Süd nach Nord die von ihr eingegrabene Lammschlucht (3–4,5 Kilometer südlich des Dorfs). Von rechts kommend mündet dort der Staubbach in sie ein.
Die nördliche Gemeindegrenze geht von der Zinggebrügg, die die Kleine Emme überquert, in nordwestlicher Richtung zum Grat der Sonnenseite. Dort dreht sie nach Südwesten bis zur Voglisbergegg (1039 m ü. M.). Von dieser geht sie nördlich zur Grossen Fontanne und dann deren Flusslauf in südwestlicher Richtung bachaufwärts bis Under und Ober Freimoos kurz vor der Kantonsgrenze zu Bern. Von dort aus geht sie in südlichen Richtungen bis zum Bach Bocke, diesem entlang, westlich des Hinderbergs durch – bis sie beim Gehöft Gärbi auf die Weissemme stösst. In südlicher Richtung gehts weiter bis zur Gsteigegg, wo der Grenzverlauf bis zur Schafmatt (1979 m ü. M.; höchster Punkt der Gemeinde) eine östliche Richtung einschlägt. Nach dem Berg ändert die Richtung kurz dem Grat entlang nach Nordosten. Dann, beim Engellauenengrat (1902 m ü. M.) dreht die Richtung nach Norden. Der beim Grat entspringende Änggelauenebach bildet bis zu seiner Einmündung in die Kleine Entle die Grenze. Von dort geht sie zurück zur Farnere und dann dem Biberebach entlang nach Norden. Diesen verlässt sie, um nordwestwärts wieder auf die Zinggebrügg zu stossen.
Die Gemeinde besteht aus dem Dorf, das sich sowohl am linken wie am rechten Ufer der Kleinen Emme entlang immer weiter ausdehnt, und zahlreichen Häusergruppen und Einzelgehöften.
Vom Gemeindegebiet von über 38,51 km² sind 59,3 % landwirtschaftliche Nutzfläche. Weitere 33,2 % sind von Wald und Gehölz bedeckt, und 5,6 % sind Siedlungsfläche (Stand 2015/16).
Schüpfheim grenzt an Entlebuch, Escholzmatt-Marbach, Flühli, Hasle und Romoos.

## Bevölkerung
Bis 1816 wuchs die Bevölkerung rasch an (1798–1816: + 31,9 %) und sank danach bis 1860 infolge Landflucht wieder (1816–1860: − 16,4 %). Nach einer Stagnationsphase bis 1888 folgte ein starkes Bevölkerungswachstum bis 1930 (1888–1930: + 28,9 %). Dies ist für das Entlebuch sehr ungewöhnlich. Doch profitierte Schüpfheim von seiner politischen Bedeutung als Hauptort des Amtes Entlebuch. Bis 1950 wuchs die Einwohnerschaft noch leicht, geriet danach in eine Stillstandsphase und sackte in den 1970er-Jahren ab (1970–1980: − 6,3 %). Von den 1980er-Jahren bis zur Jahrtausendwende wuchs die Einwohnerzahl wieder deutlich an (1980–2000: + 9,2 %). In den nächsten zehn Jahren stagnierte die Einwohnerzahl (2000–2010: + 1,6 %), bevor ab 2011 erneut ein grösseres Wachstum einsetzte. 2012 wurde erstmals die Schwelle von 4000 Einwohnern überschritten.
Quellen: ; Bundesamt für Statistik; 1850 bis 2000 Volkszählungsergebnisse, 2010 ESPOP, seit 2011 STATPOP

### Sprachen
Die Bevölkerung benutzt als Umgangssprache eine hochalemannische Mundart. Diese weicht teilweise von der in der Stadt Luzern gesprochenen ab und hat vielerlei Ähnlichkeiten mit dem benachbarten Bernbiet (Kanton Bern). Bei der letzten Volkszählung im Jahr 2000 gaben 96,02 % Deutsch, 1,21 % Serbokroatisch und 0,95 % Albanisch als Hauptsprache an.

### Religionen – Konfessionen
In früherer Zeit war die gesamte Einwohnerschaft Mitglied der römisch-katholischen Kirche. Um die Ausbreitung des im benachbarten Emmental starken Täufertums zu verhindern, gab es häufig Visitationen, um die Glaubenstreue der Entlebucher zu überprüfen. Von den Einwohnern sind in Schüpfheim heute (Stand 2000) 87,22 % römisch-katholische, 5,21 % evangelisch-reformierte und 1,54 % orthodoxe Christen. Daneben findet man 1,10 % Muslime und 1,03 % Konfessionslose.
Die Katholiken gehören kirchenrechtlich dem Bistum Basel beziehungsweise staatsrechtlich der Katholischen Kirche im Kanton Luzern an, die Reformierten der Evangelisch-Reformierten Landeskirche des Kantons Luzern.

### Herkunft – Nationalität
Ende 2022 zählte die Gemeinde 4269 Einwohner. Davon waren 3946 Schweizer Staatsangehörige und 323 (= 7,6 %) Menschen anderer Staatsangehörigkeit. Die grössten Zuwanderergruppen kommen aus Deutschland (85 Menschen), dem Kosovo (30), Eritrea und Italien (je 10), Nordmazedonien und Serbien (je 9), Portugal und der Türkei (je 7). 85 Personen stammen aus anderen europäischen Ländern, 63 aus weiteren aussereuropäischen Ländern.

## Geschichte

Luftbild (1957)

Das heutige Gemeindegebiet Schüpfheims wurde im 9. Jahrhundert von Alemannen besiedelt. Ihre ersten Niederlassungen waren auf den Geländeterrassen entlang des Hügelzuges auf der Sonnenseite. Eine Besiedlung der Talsohle kann erst ab dem Jahr 1173 belegt werden. Die Gemeinde wird erstmals als Schipfen in den Acta Murensia, dem Besitzverzeichnis des Klosters Muri, erwähnt. Die Gemeinde gehörte lange Zeit den Freiherren von Wolhusen. Ums Jahr 1300 verkauften diese ihren Besitz an die Habsburger. Diese verpfändeten das Gebiet aus Geldnot um 1350 an Peter von Thorberg. Der machte sich bei der Bevölkerung so verhasst, dass das gesamte Entlebuch im Jahr 1385 einen ewigen Bund mit der Stadt Luzern schloss. Die Luzerner deuteten den Bund als Unterwerfung unter ihre Herrschaft. Das Entlebuch erhob sich deshalb mehrfach gegen Luzern (1434 erstmals, dann 1513 im Zwiebelnkrieg und 1653 im Schweizer Bauernkrieg). Nach dem Ende der Alten Eidgenossenschaft war Schüpfheim von 1798 bis 1803 Hauptort des Distrikts Schüpfheim. Danach war die Gemeinde Hauptort des damals neu geschaffenen Amts Entlebuch, bis zu dessen Aufhebung im Jahr 2007. Am 27. Mai 1829 wurde das Dorf von einem verheerenden Dorfbrand heimgesucht. Von den 34 Dorfhäusern brannten 22 komplett ab. Der Wiederaufbau wurde von Zwistigkeiten zwischen der Dorfbevölkerung und der Luzerner Obrigkeit begleitet. Streitpunkte waren die Linienführung der neuen Dorfstrasse und die strengen Bauvorschriften. Schliesslich konnte man sich auf den Bau der heutigen breiten Dorfstrasse einigen. Die Gemeinde Schüpfheim in ihrer heutigen Grösse entstand 1836, als die Gemeinde Flühli von Schüpfheim abgetrennt wurde.

## Politik

### Gemeinderat
Der Gemeinderat Schüpfheim besteht aus fünf Mitgliedern und ist wie folgt aufgestellt (Stand März 2024):
- Hanspeter Staub (Die Mitte): Gemeindepräsident; Präsidiales, Politik und Verwaltung
- Wendelin Emmenegger-Grüter (Die Mitte): Finanzen / Bau, Infrastruktur und Verkehr
- Heidi Ambauen-Bucher (Die Mitte): Soziales und Gesellschaft
- Reto Zemp (FDP): Bildung, Jugend und Sport
- Florian Furrer (SVP): Raum und Sicherheit

Gemeindeschreiberin ist Cathrin Perna-Bühlmann.
Geschäftsführer ist Lukas Meyer.

### Kantonsratswahlen
Bei den Kantonsratswahlen 2023 des Kantons Luzern betrugen die Wähleranteile in Schüpfheim: Mitte (einschliesslich Junge Mitte) 42,61 %, SVP (einschliesslich Junge SVP) 32,24 %, FDP 12,62 %, SP 7,19 % und Grüne 5,34 %.

### Nationalratswahlen
Bei den Schweizer Parlamentswahlen 2023 betrugen die Wähleranteile in Schüpfheim: Mitte 40,4 %, SVP 36,5 %, FDP 8,9 %, SP 6,5 %, GPS 3,7 %, glp 2,5 %, übrige 1,4 %.

## Verkehr

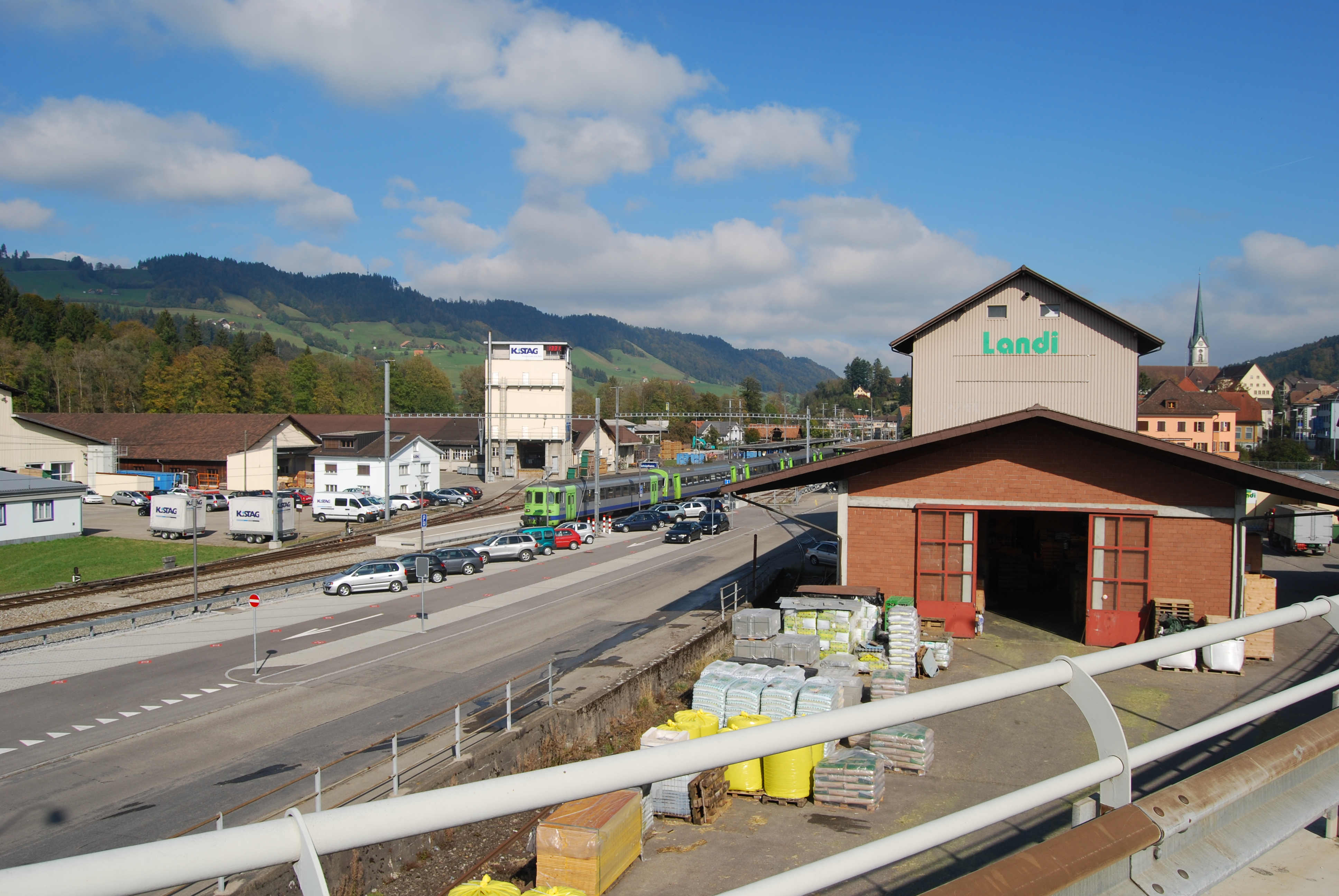
Bahnhof Schüpfheim

Schüpfheim liegt an der Bahnlinie Luzern–Bern und hat einen Bahnhof. Eine Postautolinie führt von Schüpfheim über Flühli und Sörenberg via Glaubenbielen nach Giswil im Kanton Obwalden (Panoramastrasse genannt).
Am 17. Oktober 1943 kam es zum Eisenbahnunfall von Schüpfheim. Der Stationsvorstand stellte die Einfahrweiche unter dem vorletzten Wagen eines vorbeifahrenden Schnellzugs Luzern–Bern. Die beiden Wagen entgleisten und stiessen gegen die Lokomotive des Gegenzuges, der die Zugskreuzung abwartete. Die beiden Wagen wurden schwer beschädigt, sechs Personen starben, rund fünfzig Reisende wurden zum Teil schwer verletzt.
Die Gemeinde liegt an der Hauptstrasse 10, die Schüpfheim mit Luzern, Wolhusen, Langnau BE und Bern verbindet. Die nächstgelegene Autobahn ist die 35 km entfernte A2 mit den Autobahnanschlüssen Emmen Nord und Emmen Süd. Der nächste Autobahnanschluss für Reisen Richtung Norden liegt ebenfalls an der A2 im 36 km entfernten Dagmersellen.

## Bilder

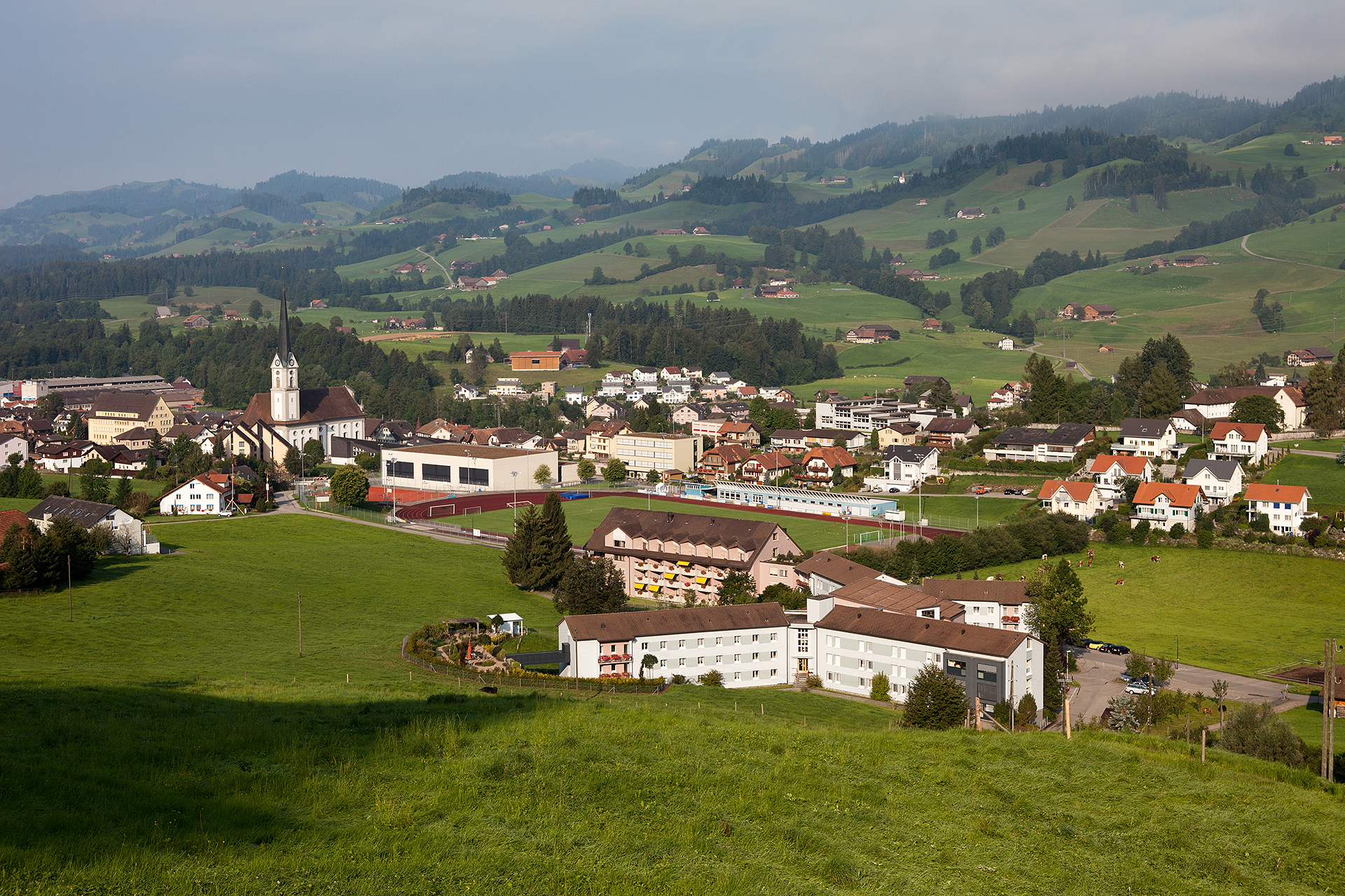
Schüpfheim
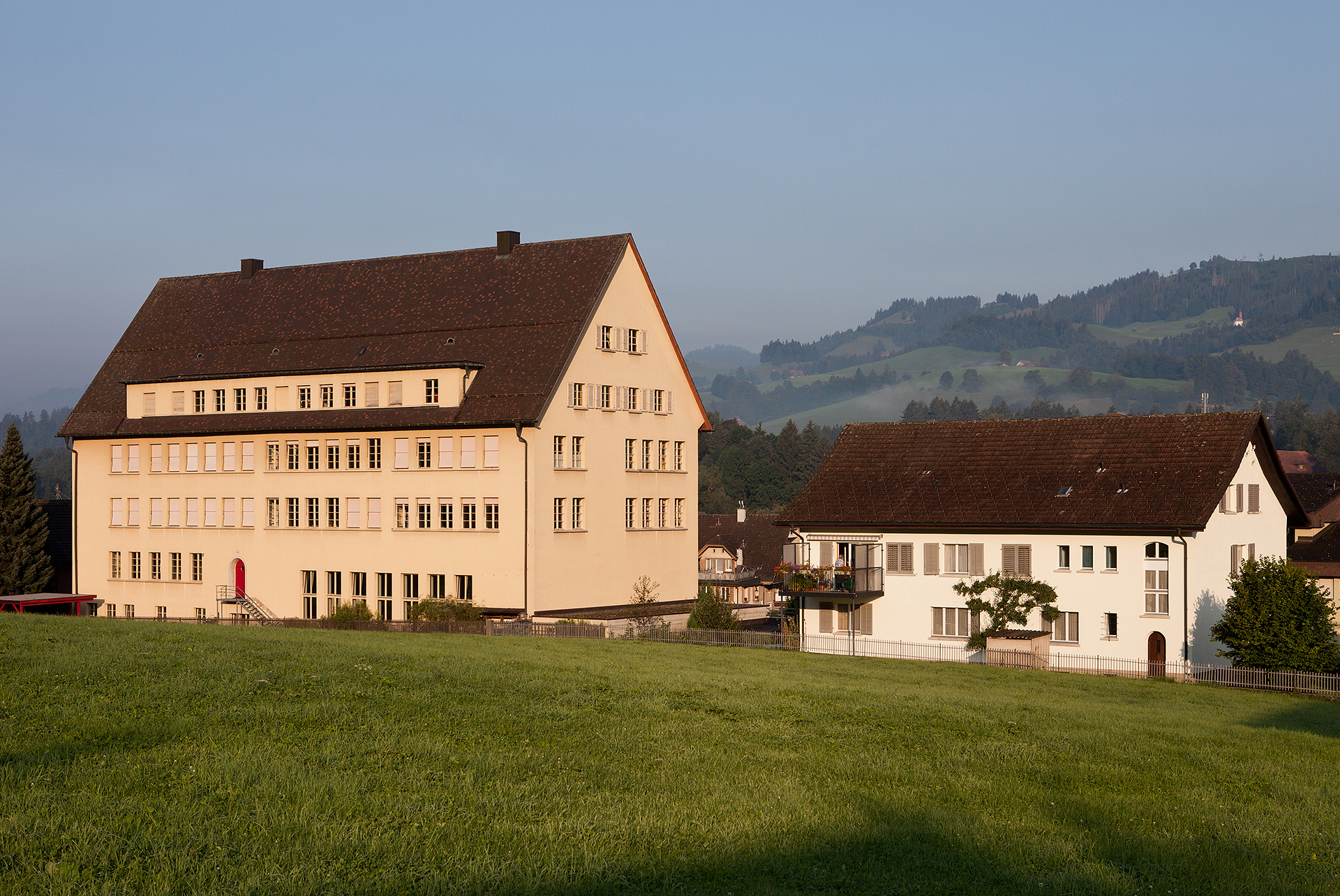
Dorfschulhaus
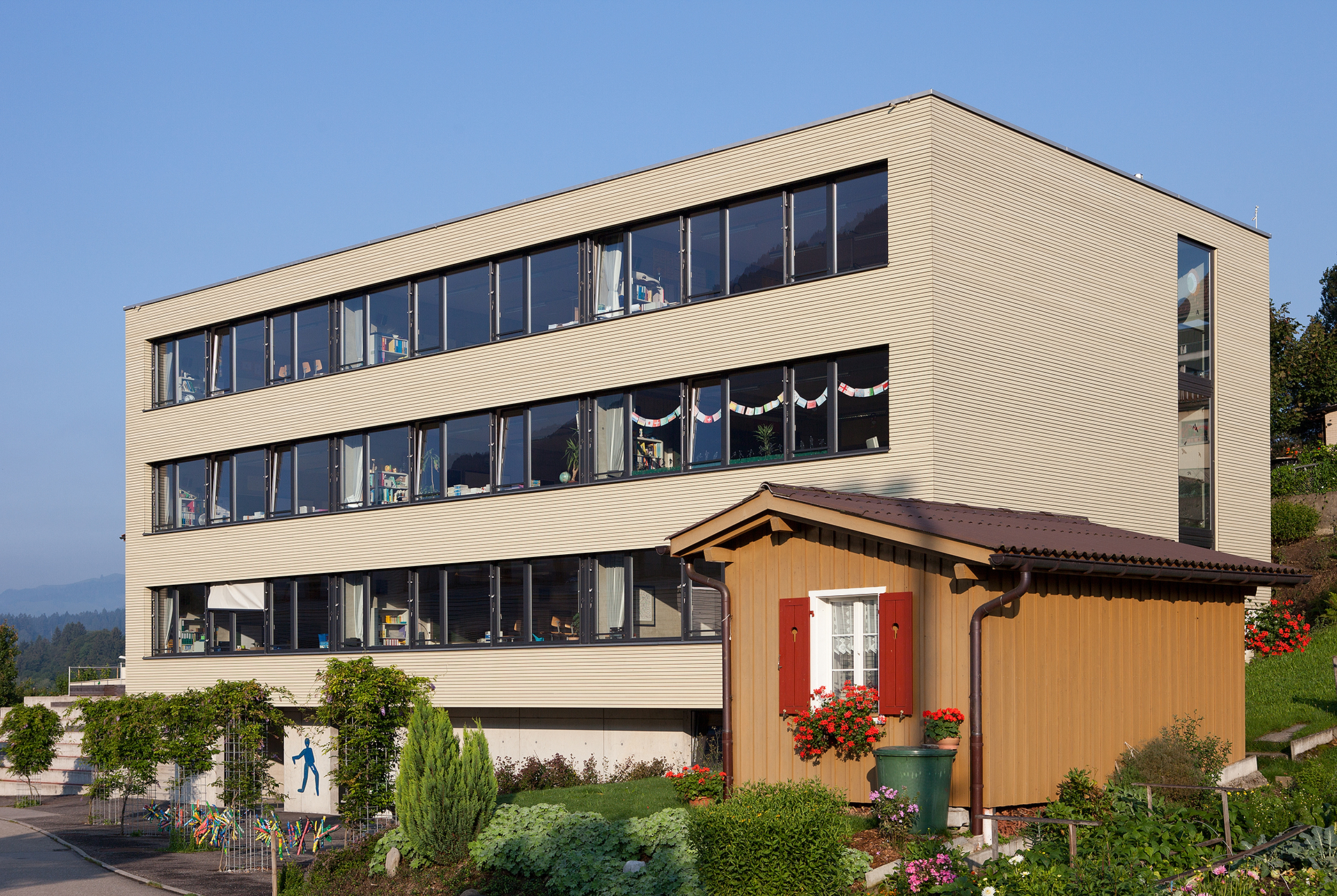
Schulhaus Moosmättli
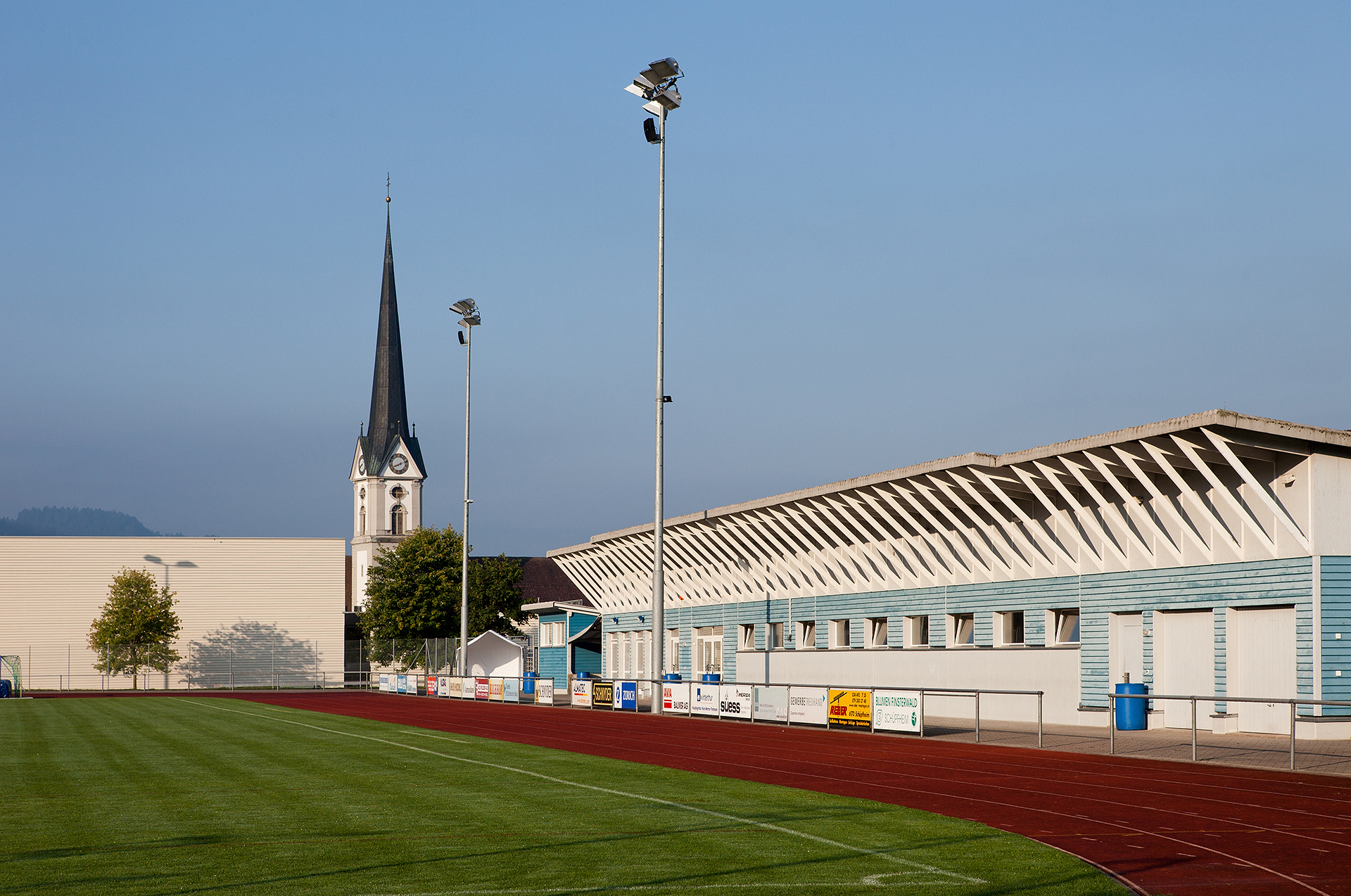
Sportanlage Moosmättli
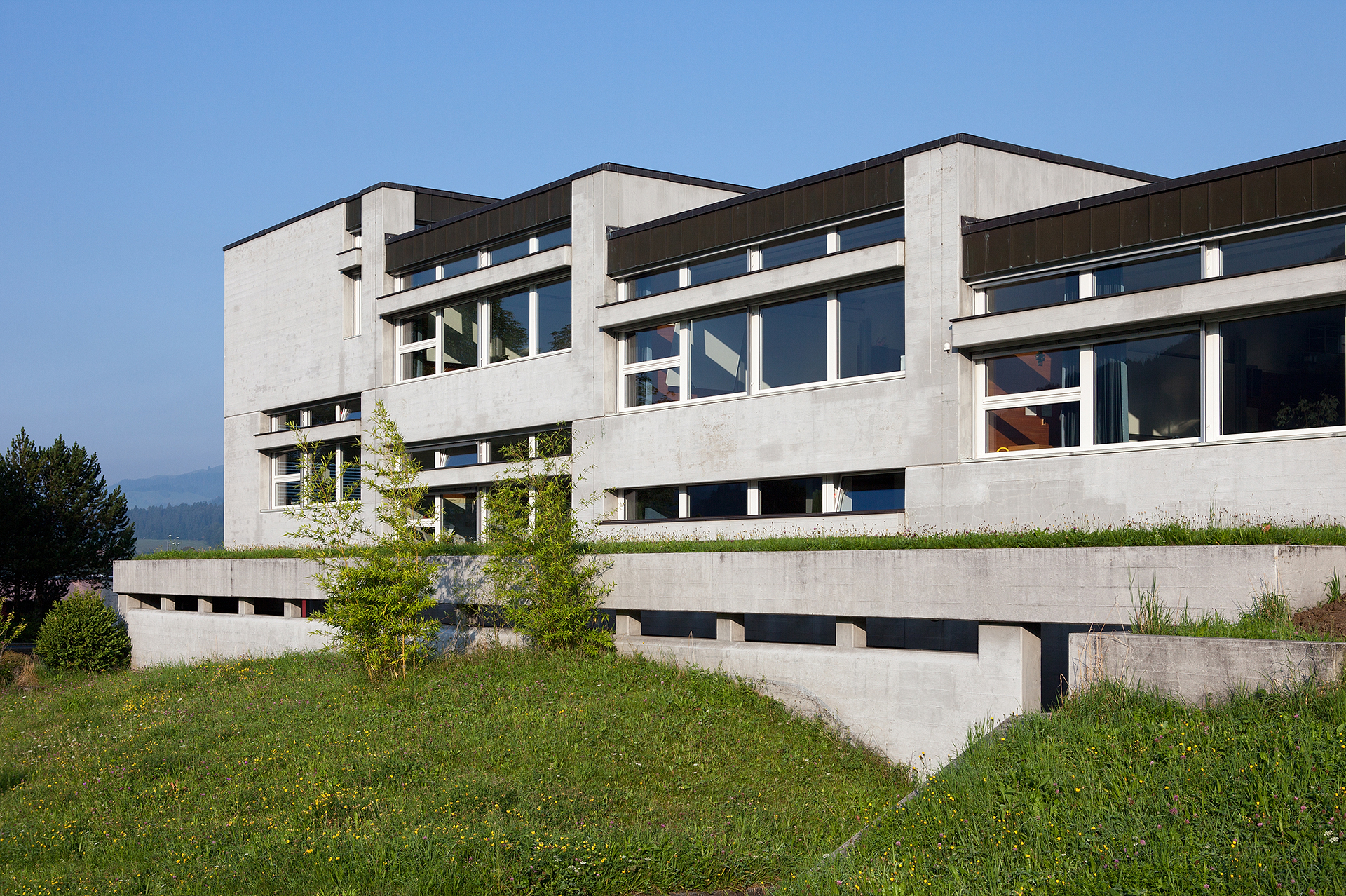
Kantonsschule / Gymnasium
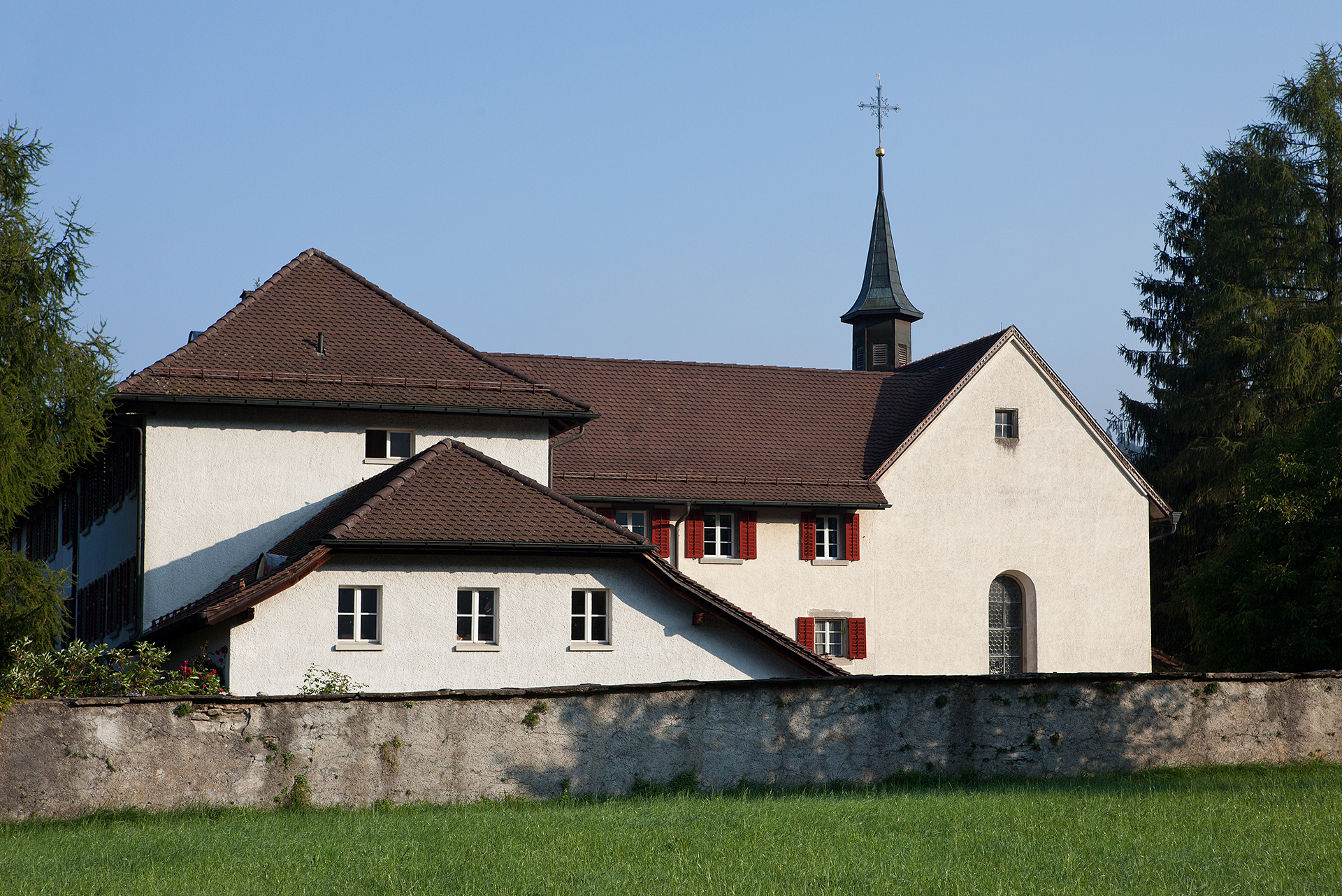
Kapuzinerkloster
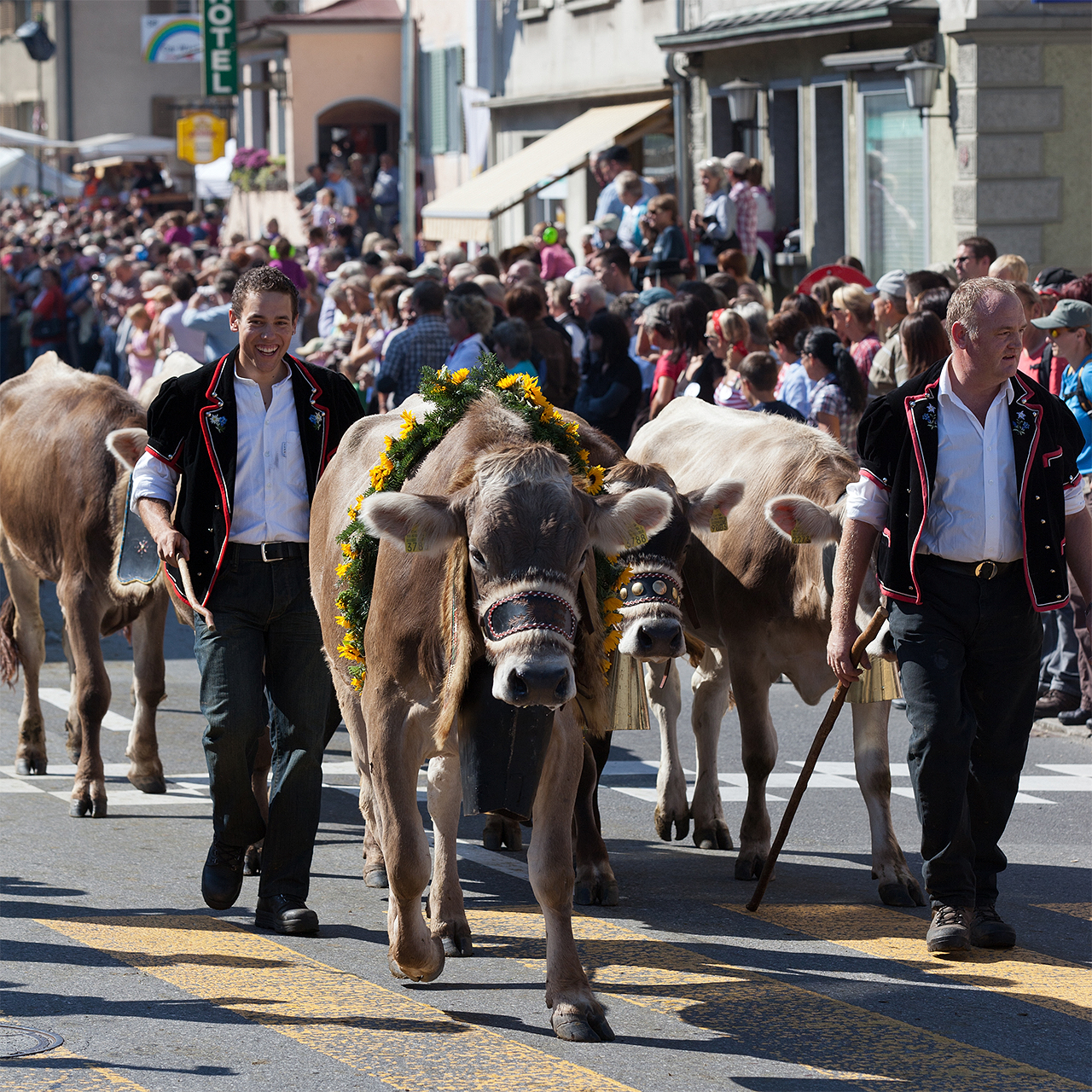
Alpabzug

## Persönlichkeiten
- Kaspar Unternährer (1621–1653), Bauernführer
- Anton Unternährer, genannt Mettlentoneli (1759–1824), Schreiner, Wunderdoktor und Begründer der antinomistischen Sekte der Antonianer
- Joseph Gaspard Schumacher (1776–1847), Militärperson in napoleonischen Diensten
- Emil Enzmann (1921–2016), Arzt und Autokonstrukteur
- Joseph Röösli (1935–2018), Geistlicher, Komponist und Kirchenmusiker
- Hans Schöpfer (* 1940), Künstler und Autor
- Walter Wobmann (* 1957), Nationalrat (SVP)
- Bruno Schaller (* 1958), Journalist und Pilot
- Fabian Schnyder (* 1985), Eishockeyspieler